# Bahnstrecke Mühldorf–Freilassing
| Streckennummer (DB): | 5723                                                     |                                 |                                 |
| Kursbuchstrecke (DB): | 945                                                      |                                 |                                 |
| Kursbuchstrecke: | 427p (1946) 427b (Mühldorf (Oberbay) – Tüßling 1946)     |                                 |                                 |
| Streckenlänge: | 65,6 km                                                  |                                 |                                 |
| Spurweite: | 1435 mm (Normalspur)                                     |                                 |                                 |
| Streckenklasse: | Mühldorf–Garching: D4 Garching–Freilassing: CE           |                                 |                                 |
| Minimaler Radius: | 448 m                                                    |                                 |                                 |
| Streckengeschwindigkeit: | Mühldorf–Tüßling: 160 km/h Tüßling–Freilassing: 120 km/h |                                 |                                 |
| Zugbeeinflussung: | PZB                                                      |                                 |                                 |
| Zweigleisigkeit: | Mühldorf–Tüßling                                         |                                 |                                 |
| |                                                          |                                 |                                 |
| \| \| \| von München \| \| \| \| \| von Rosenheim \| \| \| \| 0,000 \| Mühldorf (Oberbay) \| 411 m \| \| \| \| nach Pilsting \| \| \| \| \| nach Simbach \| \| \| \| 3,296 \| Inn (168 m) \| Inn (168 m) \| \| \| 3,630 \| Mühldorf-Ehring (bis 1966) \| Mühldorf-Ehring (bis 1966) \| \| \| \| nach Burghausen (bis 1908) \| \| \| \| 7,022 \| Tüßling \| 401 m \| \| \| \| nach Burghausen (seit 1908) \| \| \| \| \| Tüßlinger Kurve (geplant)[1] \| \| \| \| 11,000 \| Mauerberg \| Mauerberg \| \| \| \| Anschluss AlzChem \| \| \| \| 16,408 \| Garching (Alz) \| 460 m \| \| \| \| nach Traunstein \| \| \| \| 17,898 \| Alz (142 m) \| Alz (142 m) \| \| \| 24,207 \| Kirchweidach (ehem. Bf) \| 499 m \| \| \| 28,390 \| Tyrlaching (bis 1977) \| Tyrlaching (bis 1977) \| \| \| 31,770 \| Lanzing (bis 1977) \| Lanzing (bis 1977) \| \| \| \| von Tittmoning \| \| \| \| 35,823 \| Tittmoning-Wiesmühl \| 430 m \| \| \| 38,000 \| Törring (bis 1924) \| Törring (bis 1924) \| \| \| 40,300 \| Gierling (bis 1924) \| Gierling (bis 1924) \| \| \| 41,902 \| Fridolfing \| 414 m \| \| \| 44,100 \| Rothanschöring (bis 1924) \| Rothanschöring (bis 1924) \| \| \| 46,115 \| Kirchanschöring (ehem. Bf) \| 416 m \| \| \| 49,000 \| Pölln (bis 1924) \| Pölln (bis 1924) \| \| \| 51,600 \| Straß (bis 1924) \| Straß (bis 1924) \| \| \| \| (Neutrassierung 1908) \| \| \| \| 53,575 \| Laufen (Oberbay) (seit 1908) \| 441 m \| \| \| \| Laufen (bis 1908) \| \| \| \| \| \| \| \| \| 56,760 \| Gastag (bis 1988) \| Gastag (bis 1988) \| \| \| 60,470 \| Surheim (bis 1994) \| Surheim (bis 1994) \| \| \| \| Lohen (bis 1908) \| \| \| \| \| von Rosenheim \| \| \| \| \| von Bad Reichenhall (seit 1897) \| \| \| \| 65,578 \| Freilassing \| 421 m \| \| \| \| nach Bad Reichenhall (bis 1897) \| \| \| \| \| nach Salzburg \| \| \| \| \| \| \| \| Quellen: [2][3][4][5][6] \| \| \| \| |                                                          |                                 |                                 |
| Strecke |                                                          | von München                     | von München                     |
| Abzweig geradeaus und von rechts |                                                          | von Rosenheim                   | von Rosenheim                   |
| Bahnhof | 0,000                                                    | Mühldorf (Oberbay)              | 411 m                           |
| Abzweig geradeaus und nach links |                                                          | nach Pilsting                   | nach Pilsting                   |
| Abzweig geradeaus und nach links |                                                          | nach Simbach                    | nach Simbach                    |
| Brücke über Wasserlauf | 3,296                                                    | Inn (168 m)                     | Inn (168 m)                     |
| ehemaliger Bahnhof | 3,630                                                    | Mühldorf-Ehring (bis 1966)      | Mühldorf-Ehring (bis 1966)      |
| Abzweig geradeaus und ehemals nach links |                                                          | nach Burghausen (bis 1908)      | nach Burghausen (bis 1908)      |
| Bahnhof | 7,022                                                    | Tüßling                         | 401 m                           |
| Abzweig geradeaus und nach links |                                                          | nach Burghausen (seit 1908)     | nach Burghausen (seit 1908)     |
| Abzweig geradeaus und ehemals von links |                                                          | Tüßlinger Kurve (geplant)       | Tüßlinger Kurve (geplant)       |
| ehemaliger Bahnhof | 11,000                                                   | Mauerberg                       | Mauerberg                       |
| Abzweig geradeaus und von links |                                                          | Anschluss AlzChem               | Anschluss AlzChem               |
| Bahnhof | 16,408                                                   | Garching (Alz)                  | 460 m                           |
| Abzweig geradeaus und nach rechts |                                                          | nach Traunstein                 | nach Traunstein                 |
| Brücke über Wasserlauf | 17,898                                                   | Alz (142 m)                     | Alz (142 m)                     |
| Haltepunkt / Haltestelle | 24,207                                                   | Kirchweidach (ehem. Bf)         | 499 m                           |
| ehemaliger Bahnhof | 28,390                                                   | Tyrlaching (bis 1977)           | Tyrlaching (bis 1977)           |
| ehemaliger Haltepunkt / Haltestelle | 31,770                                                   | Lanzing (bis 1977)              | Lanzing (bis 1977)              |
| Abzweig geradeaus und ehemals von links |                                                          | von Tittmoning                  | von Tittmoning                  |
| Bahnhof | 35,823                                                   | Tittmoning-Wiesmühl             | 430 m                           |
| ehemaliger Haltepunkt / Haltestelle | 38,000                                                   | Törring (bis 1924)              | Törring (bis 1924)              |
| ehemaliger Haltepunkt / Haltestelle | 40,300                                                   | Gierling (bis 1924)             | Gierling (bis 1924)             |
| Bahnhof | 41,902                                                   | Fridolfing                      | 414 m                           |
| ehemaliger Haltepunkt / Haltestelle | 44,100                                                   | Rothanschöring (bis 1924)       | Rothanschöring (bis 1924)       |
| Haltepunkt / Haltestelle | 46,115                                                   | Kirchanschöring (ehem. Bf)      | 416 m                           |
| ehemaliger Haltepunkt / Haltestelle | 49,000                                                   | Pölln (bis 1924)                | Pölln (bis 1924)                |
| ehemaliger Haltepunkt / Haltestelle | 51,600                                                   | Straß (bis 1924)                | Straß (bis 1924)                |
| Verschwenkung von links · Verschwenkung von rechts (Strecke außer Betrieb) |                                                          | (Neutrassierung 1908)           | (Neutrassierung 1908)           |
| Bahnhof · Strecke (außer Betrieb) | 53,575                                                   | Laufen (Oberbay) (seit 1908)    | 441 m                           |
| Strecke · Bahnhof (Strecke außer Betrieb) |                                                          | Laufen (bis 1908)               | Laufen (bis 1908)               |
| Verschwenkung nach links · Verschwenkung nach rechts (Strecke außer Betrieb) |                                                          |                                 |                                 |
| ehemaliger Haltepunkt / Haltestelle | 56,760                                                   | Gastag (bis 1988)               | Gastag (bis 1988)               |
| ehemaliger Bahnhof | 60,470                                                   | Surheim (bis 1994)              | Surheim (bis 1994)              |
| ehemaliger Haltepunkt / Haltestelle |                                                          | Lohen (bis 1908)                | Lohen (bis 1908)                |
| Abzweig geradeaus und von rechts |                                                          | von Rosenheim                   | von Rosenheim                   |
| Abzweig geradeaus und von rechts |                                                          | von Bad Reichenhall (seit 1897) | von Bad Reichenhall (seit 1897) |
| Bahnhof | 65,578                                                   | Freilassing                     | 421 m                           |
| Abzweig geradeaus und ehemals nach rechts |                                                          | nach Bad Reichenhall (bis 1897) | nach Bad Reichenhall (bis 1897) |
| Strecke |                                                          | nach Salzburg                   | nach Salzburg                   |
| |                                                          |                                 |                                 |
| Quellen: |                                                          |                                 |                                 |

Die Bahnstrecke Mühldorf–Freilassing ist eine 65 km lange, nicht elektrifizierte Hauptbahn in Bayern. Zwischen Mühldorf und Tüßling ist die Strecke zweigleisig, im restlichen Abschnitt verläuft sie eingleisig. Die von der DB Regio Netz Infrastruktur GmbH, einem Tochterunternehmen der DB InfraGO AG, betriebene Strecke verläuft von Mühldorf am Inn nach Freilassing. Sie ist Bestandteil der Magistrale für Europa (TEN-Projekt 17) und wird im Rahmen des Projekts ABS 38 ausgebaut.
Durch den Güterverkehr des Bayerischen Chemiedreiecks hat sie insbesondere zwischen Mühldorf und Garching ein bedeutendes Verkehrsaufkommen. Auf dem Abschnitt Mühldorf–Tüßling befahren die „bayerische Tauernbahn“ zudem die zahlreichen Personen- und Güterzüge der Strecke nach Burghausen.

## Geschichte

### Streckenplanung und Bau

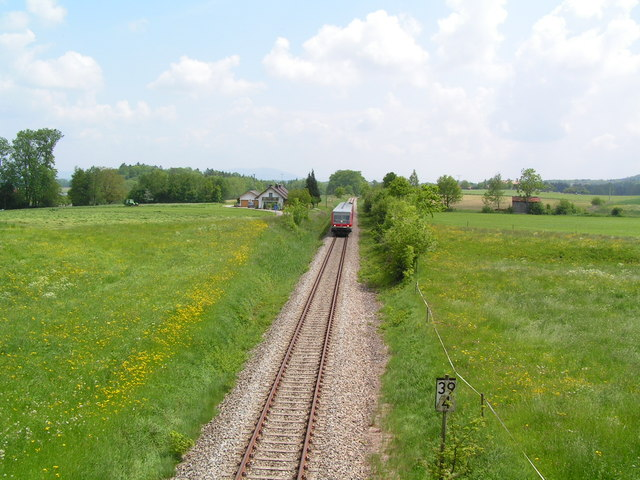
Die Strecke zwischen Tittmoning-Wiesmühl und Fridolfing (Brücke Harmoning)

Bereits 1873 ließ die bayerische Staatsregierung den Bau einer Bahnstrecke von Mühldorf nach Freilassing untersuchen. Aus militärischen Gründen wurde davon jedoch abgesehen. In den folgenden Jahren setzten sich die Städte an der Salzach weiterhin für einen Bahnanschluss ein.
Mit der Eröffnung der Stichstrecke von Freilassing erhielt Laufen am 14. Juni 1890 als erste der Städte an der Salzach einen Bahnanschluss, welcher am 1. Mai 1894 nach Tittmoning verlängert wurde. Aus Richtung Mühldorf erhielt schließlich am 1. Mai 1897 Altötting über Tüßling den Anschluss an das Bahnnetz, welche später nach Burghausen verlängert wurde. Beide Lokalbahnen wurden bereits beim Bau als Hauptbahn trassiert.
Als 1902 die k.u.k. Staatsregierung die Fertigstellung der Tauernbahn für das Jahr 1908 verkündete, nahm das Projekt einer durchgehenden Bahnstrecke von Mühldorf nach Freilassing wieder Fahrt auf. Die Strecke war als direkte Verbindung aus Richtung Nord- und Mitteldeutschland zur Tauernbahn konzipiert und wurde daher auch als „bayerische Tauernbahn“ bezeichnet.
Zur Verbindung der bereits vorhandenen Bahnstrecken standen zwei Varianten zur Auswahl: eine Strecke von Burgkirchen an der Bahnstrecke Tüßling–Burghausen entlang der Salzach nach Wiesmühl (an der bestehenden Strecke nach Tittmoning), andererseits die Relation Tüßling–Garching–Wiesmühl. Letztere, welche dann auch umgesetzt wurde, hatte neben dem Bahnanschluss von Garching und Kirchweidach den Vorteil, dass die 1891 eröffnete Stichbahn von Traunstein nach Trostberg in Garching mit der neuen Trasse verbunden werden konnte.
Am 5. Juni 1907 begannen die Bauarbeiten.
In Tüßling wurde eine Änderung der Streckenführung an der Strecke nach Burghausen vorgenommen, da ursprünglich geplant war, den Abzweig der Bahnstrecke in Ehring zu errichten. Tüßling hätte dann pro Strecke einen Bahnhof bekommen, was das Umsteigen deutlich erschwert hätte. Deshalb wurden der Bahnhof Tüßling und der Haltepunkt Heiligenstatt verlegt, die Strecke in einer Schleife zur alten Trassierung zurückgeführt und der alte Abschnitt aufgelassen.
Ebenfalls verlegt wurde der Bahnhof Laufen. Dieser war beim Bau der Lokalbahn mit einer Schleife näher an die Stadt herangeführt worden. Mit dem Neubau wurde der Bahnhof um etwa einen Kilometer in südwestliche Richtung an die heutige Stelle verschoben.
Die durchgängige Bahnverbindung Mühldorf–Freilassing wurde am 1. Dezember 1908 als eine der letztgebauten Strecken der Königlich Bayerischen Staats-Eisenbahnen in Betrieb genommen. Die Baukosten für die 65,544 km lange Strecke von Mühldorf bis zur Staatsgrenze betrugen rund 12 Millionen Mark. Für den Bau der eigentlichen Neubaustrecke zwischen Tüßling und Wiesmühl mussten rund 1.086.000 Kubikmeter bewegt werden.

### Betriebsphase 1910 bis 1993
Am 14. November 1910 wurde die bisherige Stichbahn nach Trostberg mit der Strecke Mühldorf–Garching verbunden und damit die durchgehende Verbindung Mühldorf–Traunstein geschaffen. 1916 wurde die Anschlussbahn von Garching nach Hart eröffnet.
Die Strecke wurde am 24. April 1920 von der Gruppenverwaltung Bayern der Deutschen Reichsbahn übernommen.
Während die überregionale Bedeutung der Strecke trotz einzelner Fernverbindungen in der ersten Hälfte des 20. Jahrhunderts stets relativ gering war, stellt sie bis heute eine wesentliche lokale Verkehrsverbindung dar. Mehrere kleinere Zwischenstationen wurden in der zweiten Hälfte des 20. Jahrhunderts aufgegeben. Der Haltepunkt Kirchweidach wurde zunächst zum 29. Mai 1988 aufgegeben.
Der ab 1908 als Stichstrecke der Hauptbahn betriebene Teilabschnitt Tittmoning-Wiesmühl–Tittmoning der ursprünglichen Lokalbahn Freilassing–Tittmoning wurde ab 27. September 1969 nicht mehr im Personenverkehr befahren und zum 31. Juli 1981 auch im Güterverkehr nicht mehr bedient.

### Betrieb ab 1994
Der Haltepunkt Surheim wurde ab dem 29. Mai 1994 nicht mehr bedient.
Am 2. Juni 1996 wurde der in 1988 zunächst aufgegebene Haltepunkt Kirchweidach wiedereröffnet.

### Ausbaustrecke München–Mühldorf–Freilassing
Zur Verbesserung des Fernverkehrs von München nach Salzburg war im Bundesverkehrswegeplan 1980 ein Ausbau der Bahnstrecken München–Rosenheim und Rosenheim–Salzburg vorgesehen. Anfang der 1980er Jahre schlug die Bundesbahndirektion München als Alternative einen Ausbau der Strecke Mühldorf–Freilassing vor, als Anschluss an den Streckenabschnitt München–Mühldorf vor. Der Ausbau brächte auch eine erhebliche Entlastung der Strecke München–Rosenheim und ermöglichte es, dort die Kapazität für den Güterverkehr über den Brennerpass zu erhöhen. Gegenüber dem Ausbau der Strecken über Rosenheim, der erhebliche Neutrassierungen erfordert hätte, sollte eine Ausbaustrecke über Mühldorf aufgrund der günstigen Streckenführung und einer in Teilen bereits für zwei Gleise vorbereiteten Trassierung kostengünstiger sein. In der Folge nahm die Bundesregierung die Ausbaustrecke München–Mühldorf–Freilassing in den Bundesverkehrswegeplan 1985 auf und veranschlagte dafür Baukosten von 630 bis 670 Millionen D-Mark.
1990 begann die BD München mit den konkreten Planungsarbeiten für den Streckenausbau. Die Fertigstellung der Ausbaustrecke war ursprünglich für 2000 vorgesehen. Aufgrund vorübergehender Unterbrechungen der Planung, mehrfacher Planungsänderungen und starker Kostensteigerungen wurde die Umsetzung des Projektes jedoch immer weiter verschoben.
Die Strecke Mühldorf–Freilassing soll elektrifiziert und komplett zweigleisig ausgebaut werden. Außerdem ist die Elektrifizierung der abzweigenden Bahnstrecke Tüßling–Burghausen vorgesehen. Die Streckengeschwindigkeit soll (soweit dies in der Bestandstrasse möglich ist) auf 160 km/h ausgebaut werden. Die Finanzierung der Baumaßnahmen, die nach Angaben der DB AG ursprünglich bis 2012 abgeschlossen werden sollte, ist jedoch nicht vollständig geklärt.
Als erstes fertiggestelltes Bauvorhaben der Ausbaustrecke Mühldorf–Salzburg konnte Ende September 2011 die 160 Meter lange, südlich von Mühldorf gelegene Spannbetonbrücke über den Inn in Betrieb genommen werden.
Der Planfeststellungsbeschluss für den Planungsabschnitt PA 02 Mühldorf–Tüssling ist am 31. Juli 2013 ergangen. Die eigentlichen Bauarbeiten an diesem Planungsabschnitt PA 02 haben nach Abschluss der bauvorbereitenden Maßnahmen im März 2015 begonnen und wurden im Mai 2017 beendet. Am 22. Mai 2017 wurde die Strecke zwischen Mühldorf und Tüßling zweigleisig in Betrieb genommen. Die Streckenhöchstgeschwindigkeit beträgt in diesem Abschnitt nun 160 km/h. Im Zuge dieser Baumaßnahmen wurde der Bahnhof Tüßling barrierefrei ausgebaut und mit einem elektronischen Stellwerk ausgestattet.
Im Bundesverkehrswegeplan 2030 ist die Elektrifizierung der Strecke Markt Schwaben–Mühldorf–Freilassing als Maßnahmen des „vordringlichen Bedarfs“ vorgesehen. 2020 befinden sich alle Planungsabschnitte in der Entwurfsplanung. In der Verkehrspolitik der Europäischen Union ist die Ausbaustrecke im Rahmen der Transeuropäischen Netze Teil des Kernnetzkorridors Rhein – Donau zwischen Straßburg und Budapest.
Im Oktober 2023 wurde die Entwurfsplanung für den knapp zehn Kilometer langen Abschnitt Feichten–Kirchweidach–Tyrlaching veröffentlicht. Neben dem zweigleisigen Ausbau und der Elektrifizierung ist ein dreigleisiger Überholbahnhof in Tyrlaching und die Begradigung des Bogens bei Feichten vorgesehen. In Kirchweidach wird der Bahnhof um einige Meter nach Osten verschoben und komplett neu und barrierefrei gebaut.

## Streckenbeschreibung

### Verlauf
Die Bahnstrecke beginnt im Bahnhof Mühldorf im Alpenvorland, wo sie von der Bahnstrecke München–Simbach abzweigt. Nach Verlassen des bebauten Stadtgebietes biegt die Strecke in einem Rechtsbogen in Richtung Südosten ab und überquert den Inn. Sie durchquert ein Waldgebiet und fällt dort bis zum Hirschbach ab, bevor die Strecke wieder in Richtung des Bahnhofs Tüßling ansteigt. Dort endet der zweigleisige Streckenabschnitt und die Bahnstrecke nach Burghausen zweigt in östliche Richtung ab. Anschließend wendet sich die Strecke in südliche Richtung und folgt dem Mörnbachtal, welches die Bahnstrecke am ehemaligen Bahnhof Mauerberg wieder verlässt. Die Bahnstrecke durchquert geradlinig in südliche Richtung das hügelige Alpenvorland und steigt dabei stetig bis zum Bahnhof Garching an. Östlich des Bahnhofs schließt parallel der Alzkanal an. Am südlichen Ende des Bahnhofs zweigt die Bahnstrecke in Richtung Traunstein ab und beide Strecken überqueren den Alzkanal.

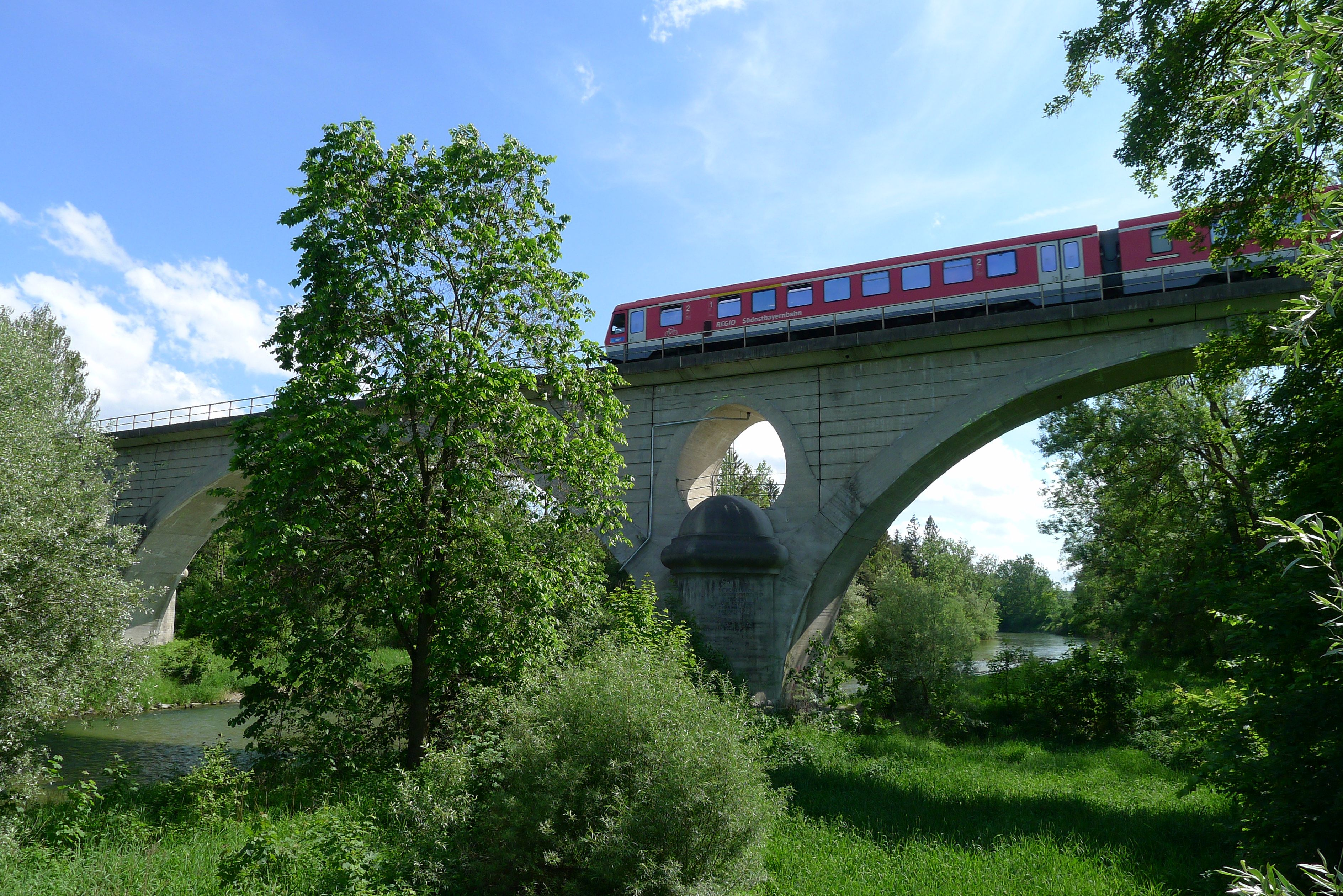
Viadukt der SOB bei Garching über die Alz – Personenzug BR628

Die Bahnstrecke in Richtung Freilassing verlässt Garching in einem Linksbogen und überquert das Tal der Alz auf einen hohen Bahndamm und zwei Brücken.
Bis Kirchweidach verläuft die Strecke in einem weiten S-Bogen in ostsüdöstlicher Richtung und einer stetigen Steigung. Kurz nach Kirchweidach erreicht die Strecke ihren höchsten Punkt mit etwa 510 m ü. NN. Im Anschluss fällt die Strecke bis Fridolfing ab. Vorher wird noch der ehemalige Bahnhof Tyrlaching erreicht, welcher etwa 3 km vom namensgebenden Ort entfernt lag. Im anschließenden Waldgebiet schwenkt die Strecke im weiten Bogen in südlicher Richtung und erreicht den ehemaligen Haltepunkt Lanzing. Die Bahnstrecke durchquert im weiteren Verlauf die hügelige Landschaft in südöstlicher Richtung und erreicht in kurzer Folge die Bahnhöfe Tittmoning-Wiesmühl und Fridolfing. Vom Ersteren zweigte die ehemalige Stichstrecke in Richtung Tittmoning ab. Zwischen Kirchanschöring und Laufen tendiert die Strecke in Richtung Osten, um kurz vor Laufen das Hochufer der Salzach zu erreichen. Diesem folgt die Strecke in Richtung Süden bis Freilassing, wo sie endet und in die Bahnstrecke Rosenheim–Salzburg einmündet.
Die Maximalsteigung der Strecke beträgt 10,7 Promille.

### Sicherungstechnik
Mit Inbetriebnahme der durchgehenden Strecke nahmen die Bayerischen Staatseisenbahnen an den Bahnhöfen Tüßling, Mauerberg, Garching, Kirchweidach, Tyrlaching, Wiesmühl, Fridolfing, Kirchanschöring, Laufen und Surheim mechanische Stellwerke der Bauart Krauss mit Kurbelwerk in Betrieb. In den kleineren Stationen Laufen, Mauerberg, Kirchweidach, Tyrlaching, Fridolfing, Kirchanschöring und Surheim wurde die gesamte Stellwerkstechnik in einem Befehlsstellwerk untergebracht, das sich im Empfangsgebäude befand. Die Bahnhöfe Tüßling und Wiesmühl erhielten zusätzlich ein Wärterstellwerk. Die Einfahr- und Ausfahrsignale wurden in bayerischer Bauart ausgeführt. Mit der Verlängerung der Strecke aus Richtung Trostberg nach Garching und dem Ausbau des Bahnhofs zu einem Abzweigbahnhof wurde 1911 die dortige Sicherungstechnik angepasst. Der Bahnhof erhielt eine Befehlsstelle am Empfangsgebäude und zwei Wärterstellwerke an den Bahnhofsköpfen.
Als erste Station der Strecke erhielt 1941 der Bahnhof Tüßling ein mechanisches Stellwerk der Einheitsbauart anstelle des bisherigen Krauss-Stellwerks. Im Bahnhof Tittmoning-Wiesmühl wurden 1979 die beiden Krauss-Stellwerke durch ein mechanisches Stellwerk der Einheitsbauart ersetzt.
Mit dem Rückbau der Bahnhöfe Mauerberg, Kirchweidach, Tyrlaching, Kirchanschöring und Surheim wurden auch deren Stellwerke außer Betrieb genommen.
Im Zuge des zweigleisigen Ausbaus im Abschnitt Mühldorf–Tüßling nahm die Deutsche Bahn 2016 das bisherige mechanische Stellwerk außer Betrieb und ersetzte es durch ein Elektronisches Stellwerk (ESTW) von Siemens mit Ks-Signalen. 2021 ging im Bahnhof Garching ein weiteres ESTW von Siemens mit Ks-Signalen in Betrieb, das die drei mechanischen Stellwerke ersetzte. Die übrigen mechanischen Stellwerke in den Stationen Tittmoning-Wiesmühl, Fridolfing und Laufen wurden im Dezember 2023 ebenfalls durch ein ESTW ersetzt. Gesteuert werden diese Stellwerke seitdem von der regionalen Betriebszentrale Mühldorf.

## Verkehr

### Personenverkehr
Seit 2003 fahren fast alle von Mühldorf kommenden Personenzüge über Freilassing nach Salzburg Hauptbahnhof weiter. Zudem verkehren seit 2005 nahezu alle dieser Züge weiter über die Bahnstrecke Mühldorf–Landshut nach Landshut. Angeboten wurde ein täglicher Zweistundentakt auf der Gesamtstrecke, der montags bis freitags zwischen Mühldorf und Garching durch Züge der Relation Mühldorf–Trostberg zum Stundentakt verdichtet wurde.
Im Dezember 2018 ist auf der Gesamtstrecke (Salzburg–)Freilassing–Mühldorf ein verbesserter Fahrplan in Kraft getreten. Die Regionalzüge verkehren stündlich und die Betriebszeiten sind bis 23 Uhr ausgedehnt. Es werden jedoch nicht jede Stunde alle Zwischenhalte bedient.

### Güterverkehr
Im Güterverkehr wird die Strecke neben dem werktäglichen Müllzug Mühldorf–Freilassing–Traunstein und dem am Mittwoch und Donnerstag verkehrenden Containerzug Burghausen Wackerwerk–Triest Campo Marzio nach Bedarf auch durch Ganzzüge von und zu Betrieben des „Chemiedreiecks“ in Gendorf und Burghausen befahren. Eine wesentliche Rolle spielt hierbei das Carbidwerk in Hart bei Garching der ehemaligen SKW Trostberg (Süddeutsche Kalkstickstoff-Werke), mittlerweile AlzChem. Dieses Werk ist über eine etwa 5 km lange Anschlussbahn an den Bahnhof Garching angeschlossen. Es verkehren Ganzzüge mit Koks in Selbstentladewagen und Kalkzüge mit Kalkkübelwagen nach Garching. In den dortigen Übergabegleisen werden die Züge übernommen und zum Werk überführt. Dort wird aus diesen Rohstoffen Calciumcarbid hergestellt, welches anschließend in flaschenförmige Behälter befüllt wird. Diese werden dicht verschlossen, auf Flachwagen verladen und im Werksverkehr über Garching nach Trostberg an der Bahnstrecke Garching–Traunstein transportiert. Dort wird das Calciumcarbid weiter verarbeitet. Bei größeren Bauarbeiten auf der Strecke Salzburg–Rosenheim–München werden die dort verkehrenden Güterzüge und zum Teil auch Fernzüge über Mühldorf umgeleitet.